# Ronde van Asturië
De Ronde van Asturië (Vuelta a Asturias) is een wielerwedstrijd voor mannen die jaarlijks wordt verreden in de Spaanse autonome regio Asturië. Sinds 2008 draagt de wedstrijd de naam Vuelta Asturias Julio Álvarez 'Mendo' , als eerbetoon aan de voorzitter van de Asturische Wielerbond, die eerder dat jaar overleed. De ronde behoort sinds diens start in 2005 tot de UCI Europe Tour en is van de 2.1-categorie. Vanaf 1993 werd hoofdstad Oviedo de vaste finishplaats van de ronde en vanaf 2000 ook de vaste startplaats, uitzondering hierop was 2024 toen Cangas del Narcea startplaats was.
Bekende winnaars zijn onder andere Federico Bahamontes, Miguel Indurain, Iban Mayo en Richard Carapaz. Gert-Jan Theunisse (1989) en Erik Breukink (1993) zijn de enige Nederlanders die de koers wonnen.

## Geschiedenis
De eerste editie in 1925 was een eendagskoers over 231 kilometer die op 22 november werd verreden. De eerste meerdaagse wedstrijd in 1926 van 23-24 juli betrof drie etappes. Op 18 juni 1927 werd de wedstrijd ook als eendagswedstrijd verreden. De tweede meerdaagse koers in 1928 werd over vier etappes verreden van 22-25 augustus. 
De vijde editie vond pas in 1947 plaats van 18-27 juni en ging als enige in de 100-jarige geschiedenis van de koers over tien etappes. De zes verreden edities in de periode van 1950-1957 gingen allen over zeven etappes in evenvele dagen. Deze vonden in juni plaats, uitgezonderd 1953 (eind mei/begin juni). In 1953 werd er voor het eerst een individuele tijdrit opgenomen, evenals in 1954.
De twaalfde editie vond in 1968 plaats, en vanaf hier werd de koers jaarlijks verreden, uitgezonderd 2014 (een week voor aanvang afgelast wegens financiële moeilijkheden) en 2020 (genannuleerd vanwege de coronapandemie). 
De edities van 1968, 1969 en 1970 waren eendagskoersen. In de periode 1971-2001 bestond de wedstrijd grotendeeld uit zeven etappes die in zes dagen werden verreden. Uitzonderingen zijn 1974 met negen etappes in zes dagen, 1975 (8 in 7), 1979 (6/5) en 1991, 1993-1998 en 2000 allen met zes etappes in zes dagen. Het merendeel van deze edities werden in juni verreden, die van 1988-1990 en 1994 eind mei/begin juni en die van 1995-2001 in de maand mei. De meeste edities kenden in deze periode ook of een proloog of een  individuele tijdrit, in 1980, 1981 en 2001 als slotetappe; deze laatste was een klimtijdrit op de Alto de Naranco bij Oviedo. Een andere opvallende etappe was die met finish op de Alto del Acebo welke enkele keren (voor het eerst in 1992 en in 2010 voor het laatst) in het parcours werd opgenomen. Vanaf 1993 werd Oviedo de vaste finishplaats van de ronde en vanaf 2000 ook de vaste startplaats, uitzondering hierop was 2024 toen Cangas del Narcea startplaats was.
Van 2002-2007 werd de koers over vijf etappes in evenvele dagen verreden en van 2008-2011 over zes etappes in vijf dagen met in deze jaren een  individuele tijdrit. In 2011 werd ook de tot 2010 verreden koers Subida al Naranco opgenomen en fungeerde van 2011-2013 als de slotetappe. Ook in 2021 was de finish op de Alto de Naranco. Van 2002-2004 en 2007-2008 vond de wedstrijd  in mei plaats, in 2005 en 2006 in juni en van 2009-2011 eind april/begin mei. Ook in de periode 2012-2025 werd de koers eind april en/of begin mei verreden. In 2012 werd de ronde over vier etappes -met de laatste verreden  individuele tijdrit- in drie dagen verreden, in 2013 en 2015 over twee etappes in twee dagen en van 2016-2024 over drie etappes in drie dagen. In 2025 wordt de koers weer over vier etappes in vier dagen verreden.

## Winnaars
* 1979: Memoire-du-cyclisme vermeld dat eindklassement werd geannuleerd vanwege positieve dopingtest van de nummers 1-2-3 (+ Faustino Fernández Ovies en Ángel Arroyo).

### Meervoudige winnaars
| Overwinningen | Renner                | Jaren      |
| ------------- | --------------------- | ---------- |
| 2             | Ricardo Montero       | 1926, 1928 |
| 2             | Federico Bahamontes   | 1955, 1957 |
| 2             | Jesús Manzaneque      | 1968, 1973 |
| 2             | Faustino Ruperez      | 1980, 1984 |
| 2             | Juan Carlos Domínguez | 1999, 2001 |
| 2             | Richard Carapaz       | 2018, 2019 |
| 2             | Nairo Quintana        | 2017, 2021 |

### Overwinningen per land
| Overwinningen | Land                                               |
| ------------- | -------------------------------------------------- |
| 48            | Spanje                                             |
| 3             | Colombia, Zwitserland                              |
| 2             | Ecuador, Italië, Mexico, Nederland                 |
| 1             | Duitsland, Frankrijk, Letland, Verenigd Koninkrijk |

1925 · 1926 · 1927 · 1928 · 1929-1946 · 1947 · 1948 · 1949 · 1950 · 1951 · 1952 · 1953 · 1954 · 1955 · 1956 · 1957 · 1958-1967 · 1968 · 1969 · 1970 · 1971 · 1972 · 1973 · 1974 · 1975 · 1976 · 1977 · 1978 · 1979 · 1980 · 1981 · 1982 · 1983 · 1984 · 1985 · 1986 · 1987 · 1988 · 1989 · 1990 · 1991 · 1992 · 1993 · 1994 · 1995 · 1996 · 1997 · 1998 · 1999 · 2000 · 2001 · 2002 · 2003 · 2004 · 2005 · 2006 · 2007 · 2008 · 2009 · 2010 · 2011 · 2012 · 2013 · 2014 · 2015 · 2016 · 2017 . 2018 · 2019 · 2020 · 2021 · 2022 · 2023 · 2024 · 2025